# Jordi Benet
Jordi Rubio Benet (* 15. Juli 1980) ist ein andorranischer ehemaliger Fußballspieler. In der Nationalmannschaft wurde er zwei Mal eingesetzt.